# F-Body
Le F-Body (ou F-Plateforme) est le châssis General Motors utilisé sur les Chevrolet Camaro et
Pontiac Firebird. Il y en a quatre types, les deux premiers (1967-69 et 1970-81) sont similaires en architecture, avec un faux châssis à l'avant fixé sur une coque.